# قائمة سفراء الولايات المتحدة لدى قطر
سفير الولايات المتحدة الأمريكية لدى قطر هو الذي يمثل رسميا حكومة الولايات المتحدة الأمريكية لدى حكومة قطر.

## السفراء
| الاسم                                             | لقب                  | تعيين           | اعتماد          | انتهاء          | ملاحظة |
| ------------------------------------------------- | -------------------- | --------------- | --------------- | --------------- | ------ |
| ويليام ستولتزفوس - موظف خدمة ميداني محترف         | سفير فوق العادة مفوض | ديسمبر 9، 1971  | مارس 19، 1972   | أغسطس 21، 1974  |        |
| روبرت بيتر باجانيلي - موظف خدمة ميداني محترف      | سفير فوق العادة مفوض | يونيو 20، 1974  | أغسطس 22، 1974  | يوليو 13، 1977  |        |
| أندرو آيفي كيلجور - موظف خدمة ميداني محترف        | سفير فوق العادة مفوض | أغسطس 7، 1977   | سبتمبر 29، 1977 | يونيو 29، 1980  |        |
| تشارلز إي. - موظف خدمة ميداني محترف               | سفير فوق العادة مفوض | مايو 23، 1980   | يوليو 30، 1980  | أغسطس 1، 1983   |        |
| تشارلز فرانكلين دنبار - موظف خدمة ميداني محترف    | سفير فوق العادة مفوض | أكتوبر 7، 1983  | أكتوبر 30، 1983 | مارس 23، 1985   |        |
| جوزيف غوغاسيان – مُعيَّن سياسيًا                      | سفير فوق العادة مفوض | ديسمبر 6، 1985  | ديسمبر 29 1985  | يوبيو 30، 1989  |        |
| مارك جريجوري هامبلي - موظف خدمة ميداني محترف      | سفير فوق العادة مفوض | أكتوبر 10، 1989 | أكتوبر 30، 1989 | أغسطس 15، 1992  |        |
| كينتون كيث - موظف خدمة ميداني محترف               | سفير فوق العادة مفوض | مايو 26، 1992   | سبتمبر 2، 1992  | يوليو 17، 1995  |        |
| باتريك ن. ثيروس - موظف خدمة ميداني محترف          | سفير فوق العادة مفوض | أكتوبر 3، 1995  | نوفمبر 12، 1995 | نوفمبر 23، 1998 |        |
| إليزابيث دافنبورت ماكيون - موظف خدمة ميداني محترف | سفير فوق العادة مفوض | أكتوبر 1، 1998  | ديسمبر 6، 1998  | يونيو 20، 2001  |        |
| مورين إ. كوين - موظف خدمة ميداني محترف            | سفير فوق العادة مفوض | أغسطس 7، 2001   | سبتمبر 24، 2001 | يوليو 12، 2004  |        |
| تشيس أونترماير -مُعيَّن سياسيًا                       | سفير فوق العادة مفوض | أغسطس 2، 2004   | ديسمبر 7، 2004  | أغسطس 17، 2007  |        |
| جوزيف ليبارون - موظف خدمة ميداني محترف            | سفير فوق العادة مفوض | يونيو 6، 2008   | نوفمبر 3، 2008  | يوليو 29، 2011  |        |
| سوزان ل. زياده - موظف خدمة ميداني محترف           | سفير فوق العادة مفوض | يوليو 5، 2011   | أكتوبر 9، 2011  | أغسطس 11، 2014  |        |
| دانا شيل سميث - موظف خدمة ميداني محترف            | سفير فوق العادة مفوض | يوليو 10، 2014  | سبتمبر 8، 2014  | يونيو 20، 2017  |        |
| جريتا سي هولتز - موظف خدمة ميداني محترف           | قائم بالأعمال        | يونيو 14، 2020  |                 | يونيو 16، 2022  |        |
| تيمي تي. ديفيس - موظف خدمة ميداني محترف           | سفير فوق العادة مفوض | أغسطس 4، 2022   | سبتمبر 13، 2022 | يونيو 15، 2025  |        |